# Saint-Privat (Corrèze)
 Saint-Privat  (en occitano Sent Privat) es una comuna y población de Francia, en la región de Lemosín, departamento de Corrèze, en el distrito de Tulle. Es la cabecera y mayor población del cantón de su nombre.
Su población en el censo de 2008 era de 1116 habitantes.
No está integrada en ninguna Communauté de communes.

## Demografía
| 942 | 1019 | 1114 | 1167 | 1126 | 1091 | 1116 |
| Para los censos de 1962 a 1999 la población legal corresponde a la población sin duplicidades (Fuente: INSEE [Consultar]) |      |      |      |      |      |      |